# Петар Дедић
Петар Дедић (Подгорица, 7. април 1934 — Титоград, 18. новембар 1976) је био југословенски падобранац, репрезентативац и инструктор.
Био је активни члан аеро-клуба „Шпиро Мугоша“ из Титограда. Године 1961. поставио је југословенски рекорд у скоку на циљ са 1.500 метара са задршком. На Југословенском падобранском купу у Порторожу 1967. освојо је прво место у скоковима у воду.
Године 1960. освојио је Златну падобранску значку с дијамантом.
У раздобљу од 1965. до 1966. био је савезни капетан падобранске репрезентације Југославије.